# Lignerolles (Orne)
Pour les articles homonymes, voir Lignerolles.
Lignerolles est une ancienne commune française, située dans le département de l'Orne en région Normandie, devenue le 1er janvier 2016 une commune déléguée au sein de la commune nouvelle de Tourouvre au Perche.
Elle est peuplée de 159 habitants.

## Géographie
La commune se situe dans la région naturelle du Perche et appartient au canton de Tourouvre dans l'arrondissement de Mortagne-au-Perche.

## Toponymie
Pour Ernest Nègre Lignerolles est issu du mot de la langue d'oïl linière, ce terme désigne une plantation de lin et du suffixe diminutif -olle au pluriel, « petits champs de lin ».
Homonymie avec  Lignerolles (Eure), Lignerolles (Allier), Lignerolles (Côte-d'Or) et Lignerolles (Indre).

## Histoire
Le 1er janvier 2016, Lignerolles intègre avec neuf autres communes la commune de Tourouvre-au-Perche créée sous le régime juridique des communes nouvelles instauré par la loi no 2010-1563 du 16 décembre 2010 de réforme des collectivités territoriales. Les communes d'Autheuil, Bivilliers, Bresolettes, Bubertré, Champs, Lignerolles, La Poterie-au-Perche, Prépotin, Randonnai et Tourouvre deviennent des communes déléguées et Tourouvre est le chef-lieu de la commune nouvelle.

## Politique et administration
| Période                                  | Période       | Identité        | Étiquette | Qualité   |
| ---------------------------------------- | ------------- | --------------- | --------- | --------- |
| ?                                        | mars 2001     | Michel Traverse |           |           |
| mars 2001                                | mars 2008     | Claude Vitre    | SE        |           |
| mars 2008                                | mai 2008      | Serge Bénard    | SE        |           |
| juin 2008                                | décembre 2015 | Gilles Bacala   | SE        | Agent DDE |
| Les données manquantes sont à compléter. |               |                 |           |           |

## Démographie
En 2021, la commune comptait 159 habitants. Depuis 2004, les enquêtes de recensement dans les communes de moins de 10 000 habitants ont lieu tous les cinq ans (en 2007, 2012, 2017, etc. pour Lignerolles) et les chiffres de population municipale légale des autres années sont des estimations.
| 1793 | 1800 | 1806 | 1821 | 1836 | 1841 | 1846 | 1851 | 1856 |
| ---- | ---- | ---- | ---- | ---- | ---- | ---- | ---- | ---- |
| 238  | 196  | 257  | 289  | 301  | 298  | 316  | 323  | 349  |

| 1861 | 1866 | 1872 | 1876 | 1881 | 1886 | 1891 | 1896 | 1901 |
| ---- | ---- | ---- | ---- | ---- | ---- | ---- | ---- | ---- |
| 371  | 380  | 355  | 324  | 335  | 285  | 317  | 280  | 256  |

| 1906 | 1911 | 1921 | 1926 | 1931 | 1936 | 1946 | 1954 | 1962 |
| ---- | ---- | ---- | ---- | ---- | ---- | ---- | ---- | ---- |
| 228  | 199  | 220  | 200  | 204  | 218  | 230  | 239  | 189  |

| 1968 | 1975 | 1982 | 1990 | 1999 | 2007 | 2011 | 2016 | 2020 |
| ---- | ---- | ---- | ---- | ---- | ---- | ---- | ---- | ---- |
| 178  | 155  | 154  | 149  | 140  | 167  | 168  | 166  | 159  |